# Traun (Alz)
Die Traun ist ein etwa 29 km langer Fluss im oberbayerischen Landkreis Traunstein. Er entsteht aus Weißer und Roter Traun bei Siegsdorf und mündet in Altenmarkt an der Alz in die Alz.

## Name
Der Fluss wurde um das Jahr 790 als Trůn erstmals schriftlich erwähnt. Der Name steht wohl in Zusammenhang mit dem indogermanischen Verb *dreṷ-e-
„laufen“ oder *dreṷH- „zerreißen, (das Land) umbrechen, aufreißen, schädigen“.

## Geographie

### Verlauf

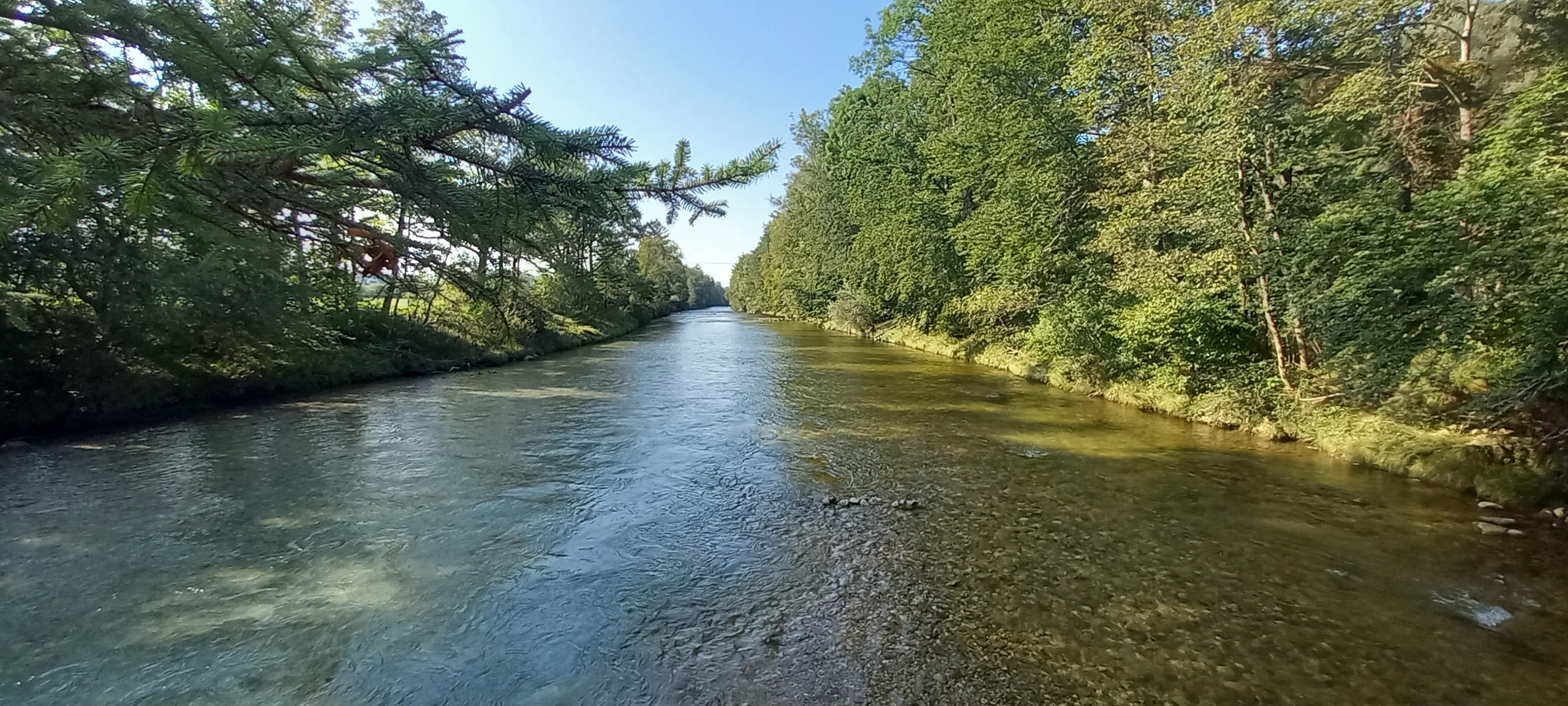
Zusammenfluss von Weißer (links) und Roter Traun (rechts)

Die Traun entsteht durch den Zusammenfluss von Weißer und Roter Traun wenig nördlich von Siegsdorf. Ihre Namenszusätze haben die beiden Quellflüsse nach der Farbe ihres Wassers; die von Süden kommende, längere und deutlich einzugsgebietsreichere Weiße Traun entwässert eine bewaldete Region und führt deshalb sehr klares und helles Wasser, wogegen die Rote Traun mit ihrem rötlichen bis bräunlichen Wasser bei Inzell im Südosten ein Moorgebiet durchläuft.
Der nach der Vereinigung nur noch Traun genannte Fluss zieht von Siegsdorf in nördlicher bis nordnordwestlicher Richtung durch den Landkreis Traunstein. Er passiert dabei das zu Siegsdorf gehörende Traundorf und durchläuft dann die Kreisstadt Traunstein. Das zur Gemeinde Nußdorf im Chiemgau gehörige Aiging liegt wiederum nur am linken Ufer, das zur Stadt Traunreut gehörende Matzing ebenso, Traunwalchen dagegen wie die weiter abwärts folgende Stadt selbst und dessen Ort Stein an der Traun danach am rechten. Beim auf dem Geländekeil zwischen den zwei Flüssen liegenden Altenmarkt an der Alz mündet die Traun schließlich 28,8 km unterhalb ihres Zusammenflusses und 54,5 km unterhalb der mündungsfernsten Quelle des Weiße-Traun-Oberlaufs Fischbach von rechts in die Alz.

### Einzugsgebiet

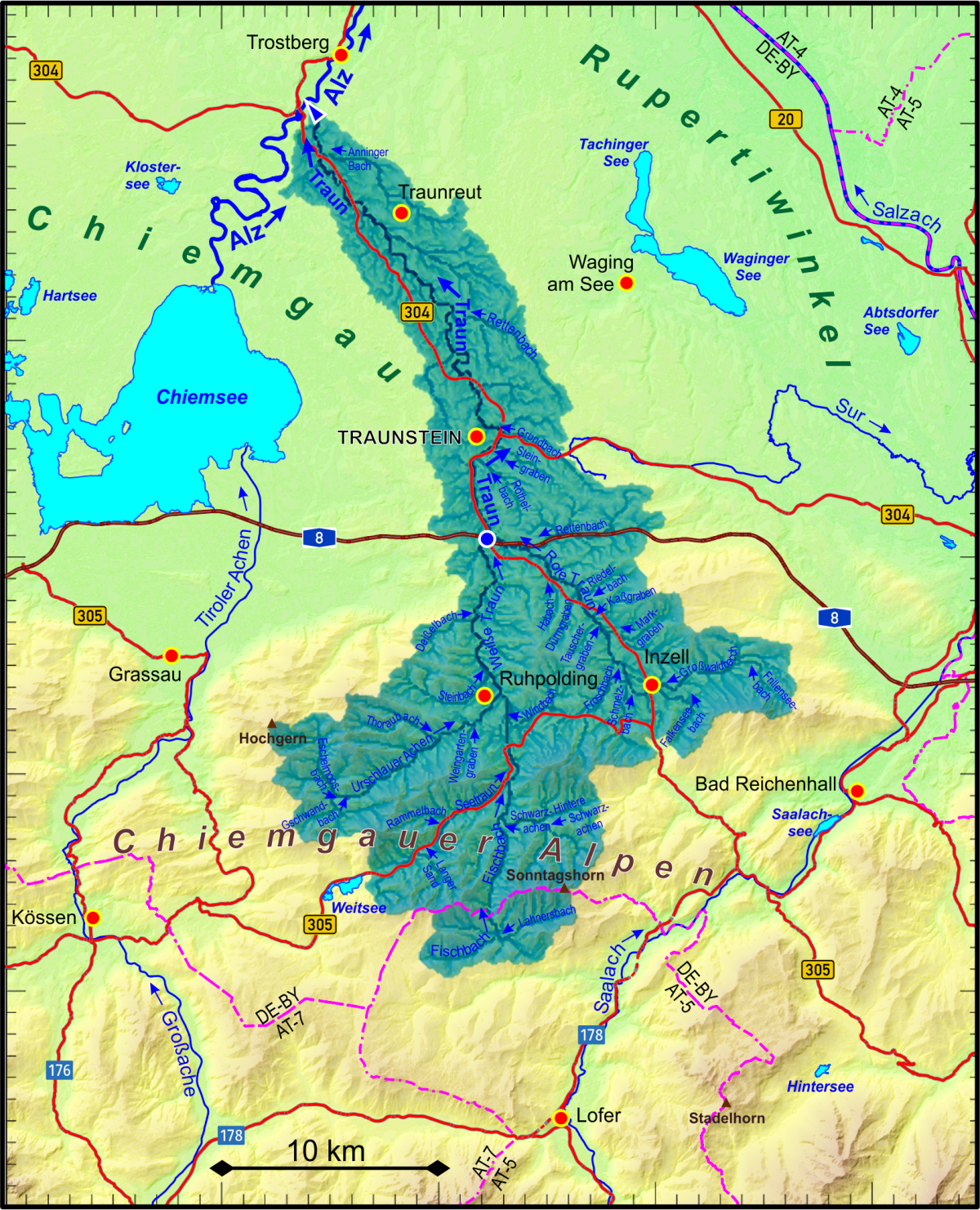
Einzugsgebiet der Traun

Das Einzugsgebiet der Traun erstreckt sich im Süden entlang des Hauptstrang-Oberlaufs Fischbach der Weißen Traun noch ein Stück über die bayerische Grenze hinweg bis in die Waidringer Alpen im österreichischen Bundesland Tirol. Insgesamt umfasst es etwa 380,2 km². Im Westen verläuft die Wasserscheide gegen den Chiemsee-Zufluss Tiroler Achen und dessen Abfluss Alz, ihren eigenen Vorfluter. Im Osten konkurriert meist in größerer Entfernung die Salzach, im Südosten und Süden der Salzach-Zufluss Saalach. Alle Konkurrenten entwässern also letztlich auch in den Inn.
Der höchste Punkt im Einzugsgebiet liegt auf dem Gipfel des etwa 1961 m ü. NHN hohen Sonntagshorns an der deutsch-österreichischen Grenze.

### Zuflüsse
Liste einer Auswahl der Zuflüsse vom Zusammenfluss der Oberläufe bis zur Mündung, teils mit indirekten Zuflüssen. Auswahl. Länge und Einzugsgebiet, sofern dort vermerkt, nach dem amtlichen Gewässerverzeichnis.
- Weiße Traun (linker Oberlauf, Hauptstrang), 25,6 km mit der Oberlauffolge und 180,2 km²
- Rote Traun (rechter Oberlauf, Nebenstrang), 18,6 km mit der Oberlauffolge und 93,0 km²
- Burgstaller Graben (rechts)
- Schweinbach (links)
- Lohgraben (rechts)
- Röthelbach (rechts), 5,8 km und 4,6 km²
- Steingraben oder Sparzer Graben (rechts)
- Grundbach (rechts), 7,0 km mit Oberlauf Auerbach und 5,7 km²
- Großhaufertsgraben (rechts)
- Mühlthalkanal (linker Teilungslauf)
- Aiginger Mühlbach (linker Teilungslauf)
- Kaltenbacher Mühlbach (rechter Teilungslauf), 2,0 km und 10,8 km²
  - Rettenbach (rechts)
- Traunwalchener Mühlbach (linker Teilungslauf), 3,5 km und 6,8 km²
- Steiner Mühlbach (rechter Teilungslauf)
  - Anninger Bach (rechts)